# Skalista (Kotlina Jeleniogórska)
Skalista (451 m n.p.m.) – wzniesienie w południowo-zachodniej Polsce, w środkowo-zachodniej części Wzgórz Łomnickich, w środkowej części Kotliny Jeleniogórskiej.

## Położenie
Wzniesienie położone w środkowej części Kotliny Jeleniogórskiej, w środkowo-zachodniej części Wzgórz Łomnickich, około 2,6 km na południe od centrum miejscowości Jelenia Góra.

## Charakterystyka
Skalista znosi się w południowej części miasta Jelenia Góra, w środkowo-zachodniej części Wzgórz Łomnickich na tle sporo wyższych wzniesień pobliskich Karkonoszy. Wyrasta w bliskiej odległości pomiędzy czterema mniejszymi nie przekraczającymi 420 m n.p.m. bezimiennymi wzniesieniami, w kształcie niewielkiej, wyraźnie zaznaczonej rozciągniętej kopuły, z wyraźnie podkreślonymi lekko stromymi zboczami. Zbocza wzniesienia stromo opadają w kierunku dobrze wykształconych dolin rzecznych, które wyraźnie wydzielają wzniesienie. Zbocze zachodnie schodzi w kierunku doliny Kamiennej, północne i wschodnie opada do doliny potoku Pijawnik a południowe wydziela zbiornik osadnika. U podnóża południowo-zachodniego i południowo-wschodniego zbocza znajdują się wyrobiska po nieczynnych kamieniołomach, zwanych często amfiteatrami skalnymi. Powierzchnia szczytowa jest wyraźnie zaznaczona a najwyższy punkt wzniesienia zwieńczony jest okazałymi skałami „Skały Wilhelma”, na szczycie których, znajduje się kamienna platforma widokowa z wiodącymi na nią schodkami. Położenie wzniesienia, kształt i wyraźnie podkreślona część szczytowa, czynią wzniesienie rozpoznawalnym w terenie.

## Budowa
Wzniesienia położone jest w obrębie jednostki geologicznej blok karkonosko-izerski. Podłoże geologiczne wzniesienia stanowią skały karkonosko-izerskiego masywu granitowego, głównie granit. Szczyt i zbocza wzniesienia pokrywa warstwa młodszych osadów glin, żwirów, piasków i lessów z okresu zlodowaceń plejstoceńskich i osadów powstałych w chłodnym, peryglacjalnym klimacie.

## Roślinność
Całe wzniesienie porośnięte jest lasem w dolnej części iglastym, a w górnej bukowym. Poniżej dolnej granicy lasu zbocza w większości porastają dzikie łąki z pojedynczymi grupami drzew i krzewów. Niewielką tylko powierzchnię zboczy zajmują nieużytki.

## Zagospodarowanie
Do południowego i zachodniego podnóża wzniesienia podchodzą zabudowania Jeleniej Góry. Wschodnim podnóżem prowadzi droga Jelenia Góra-Staniszów. Północnym podnóżem przebiega Południowa Obwodnica Jeleniej Góry. Po południowej stronie w niewielkim obniżeniem znajduje się osadnik dawniej użytkowany przez nieczynne zakłady Celwiskoza.

## Inne
- Nazwa Kopki odnosi się do grupy bezimiennych mniejszych wzniesień wznoszących się w bliskiej odległości wokół wzniesienia Skalista, w niektórych publikacjach Skalista zaliczana jest jako jedno ze wzniesień Kopki.
- W przeszłości wzniesienie nosiło nazwę: Friedrichshöhe, Die Abruzzen, Kopki, Skały Wilhelma[4].
- Na wzniesieniu Skalista jest kilka interesujących miejsc: pozostałości skoczni narciarskiej, dwa wyrobiska po nieczynnych kamieniołomach (amfiteatry skalne)[5], tunel hydrotechniczny, prowadzący do pobliskiego osadnika, na zboczach poniżej szczytu występują okazałe granitowe skałki o kilkumetrowej wysokości ze śladami kociołków wietrzeniowych.

## Turystyka
Południowym podnóżem wzniesienia prowadzi szlak turystyczny.
- szlak czarny prowadzący z dzielnicy Czarne.
- W przeszłości szczytowe skałki stanowiły popularne miejsce wycieczek mieszkańców Jeleniej Góry, obecnie skałka na szczycie stanowi docelowy punkt wycieczek.